# Nécropole Michelet
La nécropole Michelet est une nécropole antique fouillée à Lisieux dans les années 1990. La fouille de sauvetage, qui a duré de 1990 à 1993, a fait l'objet d'une publication en 2022.
Le site est celui de la nécropole tardo-antique et du haut moyen-Age de la cité romaine de Noviomagus Lexoviorum.
La nécropole est utilisée de la fin du IIIe à la fin du IVe siècle, puis du VIe au début du IXe siècle.
Le site, identifié dès le dernier quart du XIXe siècle, a pu être fouillé de manière exhaustive et a permis des études démographiques, anthropologiques ainsi que pathologiques. De nombreuses études ont été réalisées depuis les années 1990 même si les fouilles n'ont été publiées qu'en 2022.

## Localisation
Lisieux est située à environ 30 km de La Manche, entre Caen et Évreux.
La nécropole se situe à la périphérie de la ville antique, au nord-est, à proximité de l'ancien petit séminaire de la ville. Le site se trouve sur un dépôt de pente. À proximité se trouve une voie romaine et à 200 m se trouve la nécropole du Grand-Jardin, datée du Haut-Empire romain qui a livré la stèle de Vostrus. Le site est occupé désormais par un IUT.

## Histoire

### Histoire antique et médiévale

#### Lexoviens
Le peuple gaulois des Lexoviens est cité par Jules César à l'occasion du massacre de sénateurs en 56 av. J.-C. dans leur principale place-forte, peut-être l'oppidum du Castellier situé à 3 km au sud-ouest de la ville. Les « fonctions administratives, civiles ou militaires » sont mal connues. Les Lexoviens sont sous une autorité locale, une oligarchie est présente. Le peuple est allié aux Vénètes et aux Unelles. La ville a une fonction économique, la nom de la ville Noviomagus signifiant nouveau marché ; le site étant sur un axe commercial.
La ville antique possède un pan orthonormé et utilise l'espace au mieux selon les contraintes du terrain, avec un axe nord-sud, le cardo maximus et un axe est-ouest le decumanus maximus large de 12,40 m. L'apogée de la ville se situe dans la seconde moitié du IIe siècle.
Un vaste sanctuaire étendu de 50 ha à 60 ha  se trouvait au Vieux-Lisieux sur la commune de Saint-Désir.
Le centre de la ville antique est mal connue, cependant les spécialistes estiment que les secteurs de l'actuelle cathédrale ou celui du site de l'actuelle médiathèque sont privilégiés. Les fouilles préalables à la construction de la médiathèque ont permis de dégager une galerie d'une longueur supérieure à 30 m, peut-être un élément du forum reconstruit au milieu du IIe siècle. D'autres recherches au XIXe siècle laissent entendre un édifice à galerie supérieure à 100 m de longueur. Certains édifices de la ville avaient une « qualité artistique et monumentale ».

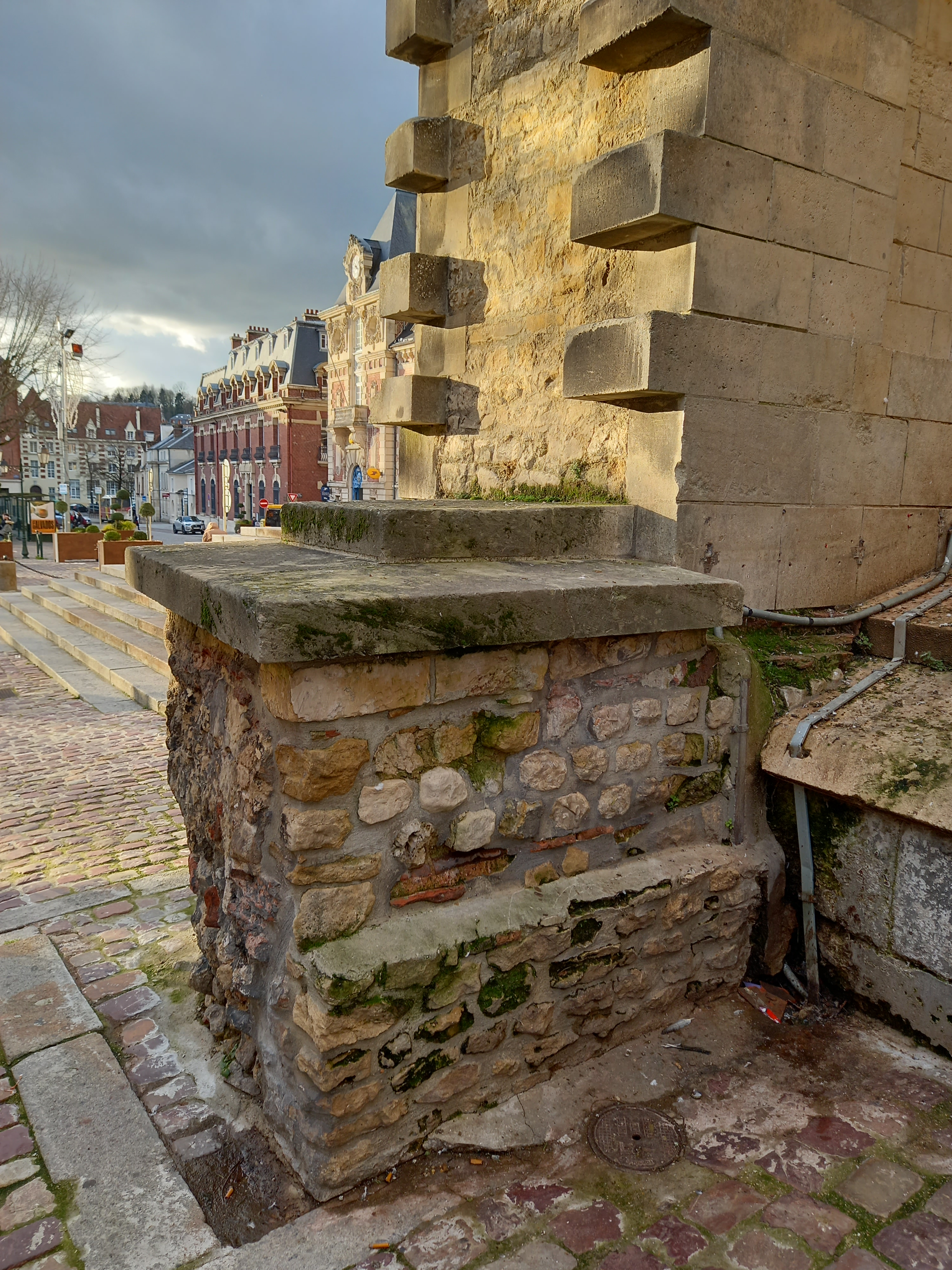
Fragment de la muraille du Bas-Empire.

Il y a des raids francs et saxons au IIIe siècle et certains édifices ont subi des incendies. La cité voit un repli de son activité économique et se contracte. La ville se réduit autour d'un castrum de 400 m sur 200 m. La construction du castrum a nécessité au minimum 13 000 m2 ou 26 000 tonnes de matériaux. De nombreux édifices ont été utilisés comme carrières de pierres. Trois portes existent dans le rempart.

#### Site de la nécropole Michelet
Le site est occupé par les vivants de la protohistoire à la fin du IIIe siècle.
Les fouilles ont permis de relever des installations protohistoriques, « fosses et fossés » mais mal datés.
La nécropole du Grand-Jardin, « limite nord de la cité » au Haut-Empire, utilisée surtout du Ier au IIIe siècle est encore utilisée au IVe siècle. Elle est explorée de 1846 à 1913 et a livré 2 000 céramiques et une stèle funéraire connue sous le nom de stèle de Vostrus, monument daté du Ier siècle portant un nom d'un indigène romanisé. La pratique de l'incinération s'arrête à la fin du IIIe et au IVe siècle car il y a des inhumations. La nécropole est utilisée jusqu'au milieu du IVe siècle.
Une voie romaine orientée nord-sud traverse le site, large de 9 m, elle est munie de trottoirs mais entretenue pendant le IIe siècle.
Un quartier artisanal occupe le site à la fin du Ier siècle avec en particulier une activité métallurgique,, puis à nouveau de la fin du IVe à la première moitié du VIe siècle. Les activités métallurgiques situées en hauteur permettaient de protéger la cité des risques d'incendies. L'activité est à son apogée au IIe et IIIe siècles. Les bâtiments sont abandonnés au milieu du IIIe siècle.
Les inhumations ont lieu du IVe au début du IXe siècle.
Le lieu d'inhumation des défunts pendant quelques décennies du Ve siècle est inconnu.
Les premières inhumations sont datées du début du IVe et durent jusqu'au Ve siècle. 800 personnes environ sont inhumées sur le site pendant cette période. Les inhumations s'arrêtent pendant environ un siècle.

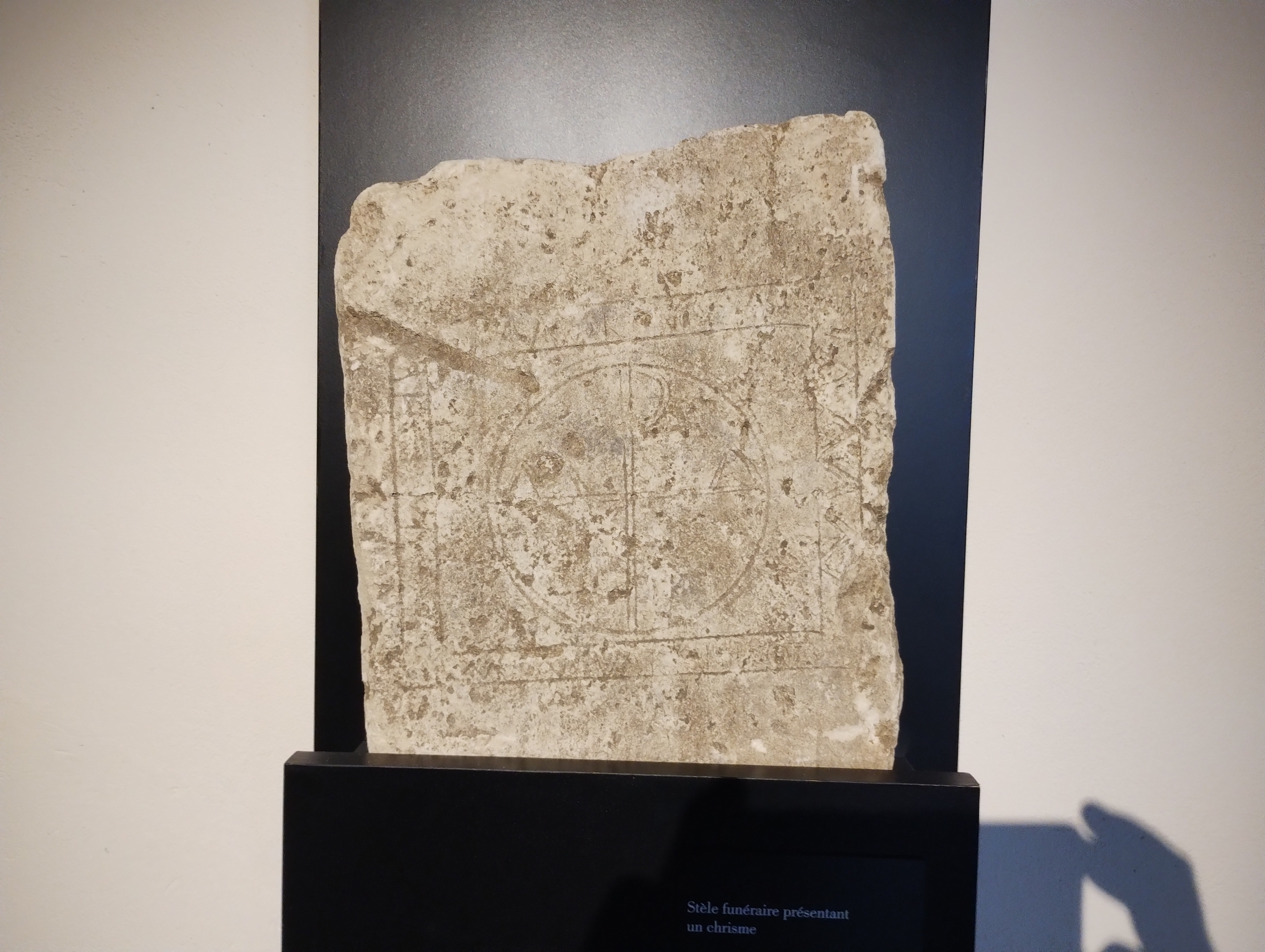
Stèle avec chrisme,.

Une église dédiée à saint Aignan serait présente au Ve siècle rue pont-Mortain et un évêque est attesté en 538, Theobaudus. Cet édifice dédié à saint Aignan a disparu.
La nécropole est pourvue d'une enceinte au VIe siècle.
Une nouvelle phase d'inhumation de 218 sépultures dure du VIe au début du IXe siècle. Les indices de christianisation ne datent pas d'avant le VIIe siècle. Durant ce siècle il y a des inhumations en pleine terre et en sarcophage.
Le site reste par la suite un espace agricole jusqu'au XIXe siècle. Le site de la nécropole est utilisé ensuite comme cour d'école.

### Redécouverte
La nécropole est signalée en 1876,. Un chantier de construction d'une chapelle avait entraîné la découverte de sépultures dont des sarcophages.
Les fouilles de sauvetage réalisées entre 1990 et 1993 s'inscrivent dans un contexte de travaux importants réalisés dans la ville et la surface à fouiller n'est pas loin d'un hectare. Les fouilles sont « une des rares occasions en France » de fouiller une nécropole urbaine. Les archéologues mettent en œuvre un protocole spécifique et il y a à la foi un décapage général avec une pelle mécanique et une fouille manuelle des sépultures. 
La campagne de 1991 a duré 6 mois. 250 sépultures sont fouillées en 1990, « en très bon état de conservation ». 650 sépultures du IVe au IXe siècle sont fouillées en 1991. La nécropole est fouillée aux trois quarts en 1993 et 864 sépultures, dont la moitié pour le seul haut Moyen-Age. Une fouille a lieu pendant l'été 1993. Certaines sépultures ont subi des actes de vandalisme.

## Description

### Nécropole

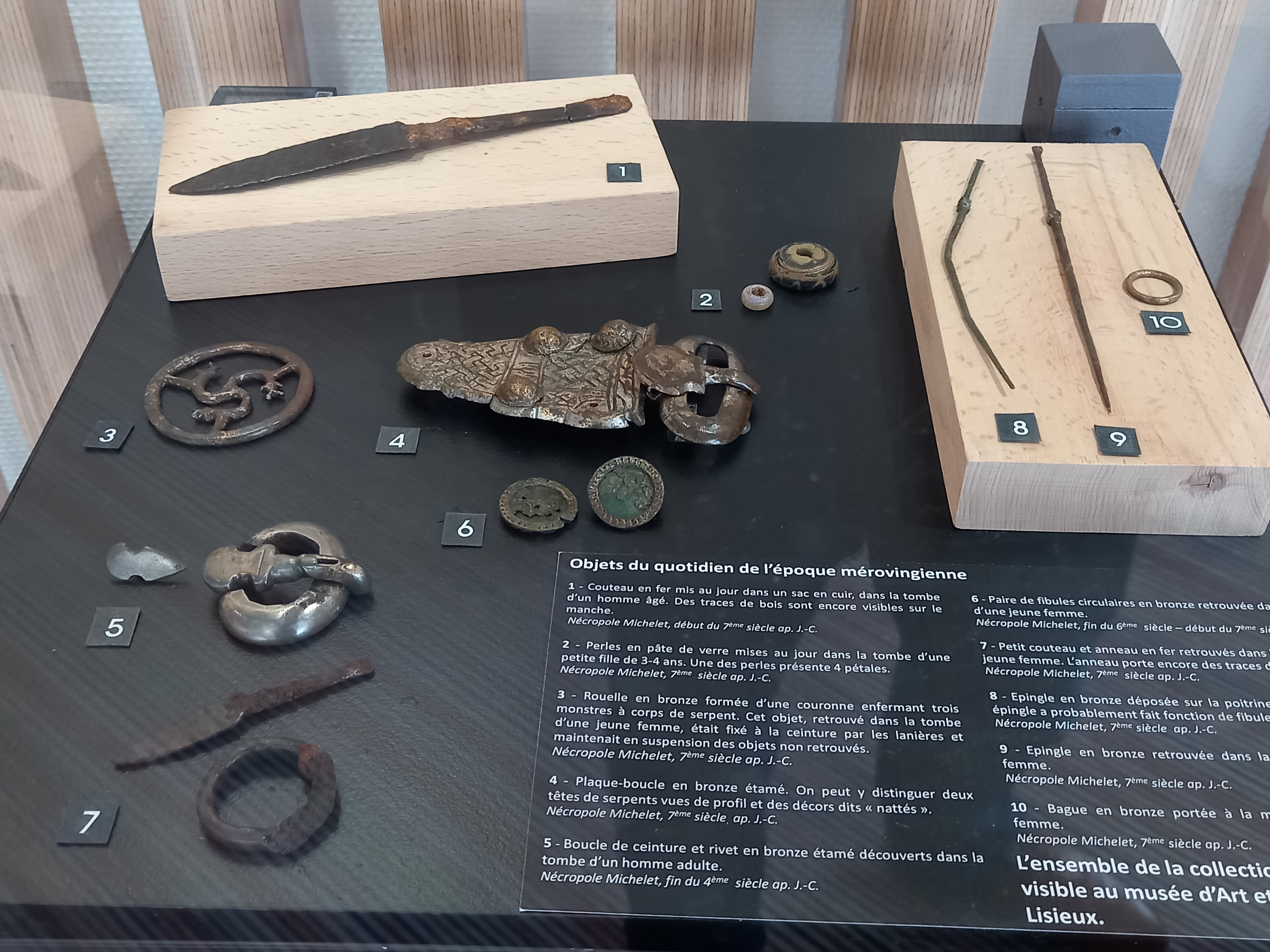
Objets du quotidien de l'époque mérovingienne, exposition à l'espace Victor-Hugo de Lisieux en juin 2022.

La nécropole fouillée mesure 8 400 m2. L'ensemble de la nécropole est fouillée sauf la limite nord-est du site. Les fouilles identifient les limites orientales et occidentales, et la partie méridionale est détruite par des travaux de carrière du Moyen-Age ou de l'époque moderne. 
L'édification du petit séminaire a été accompagnée au XIXe siècle d'un remblai important de 2 m et d'un volume de 27 300 m3.
970 sépultures sont fouillées mais 1 156 au moins ont été retrouvées.

### Mobilier

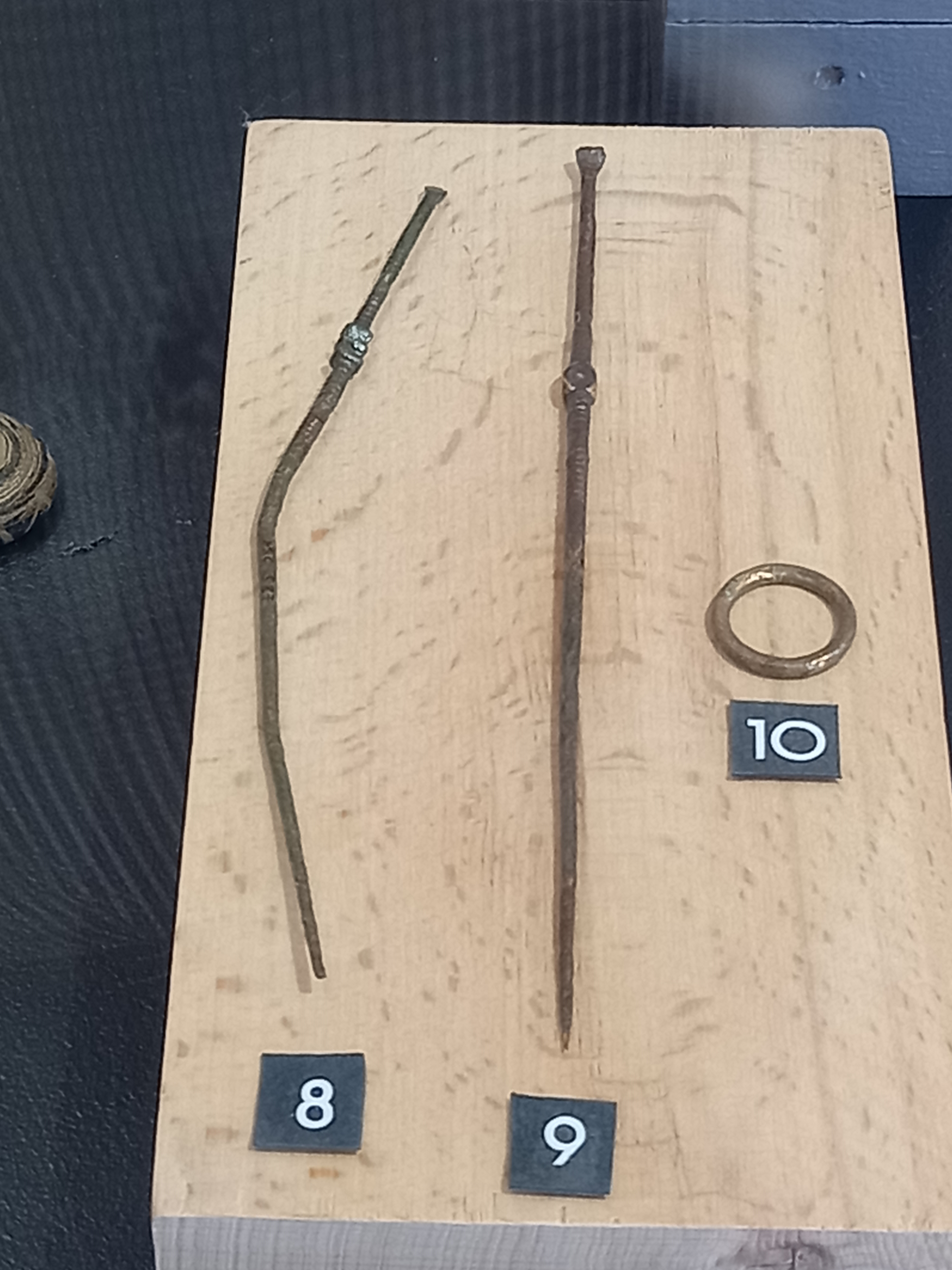
Épingles trouvées sur le site.

Deux épingles datées de la seconde moitié du Ve siècle ont été retrouvées.
Des fibules, des plaques-boucles, des rouelles de ceinture du VIIe siècle sont retrouvées. Une « fibule monétiforme », d'origine saxonne selon le fouilleur, est retrouvée dans la sépulture no 19. Un scramasaxe et une lance ont été retrouvés.

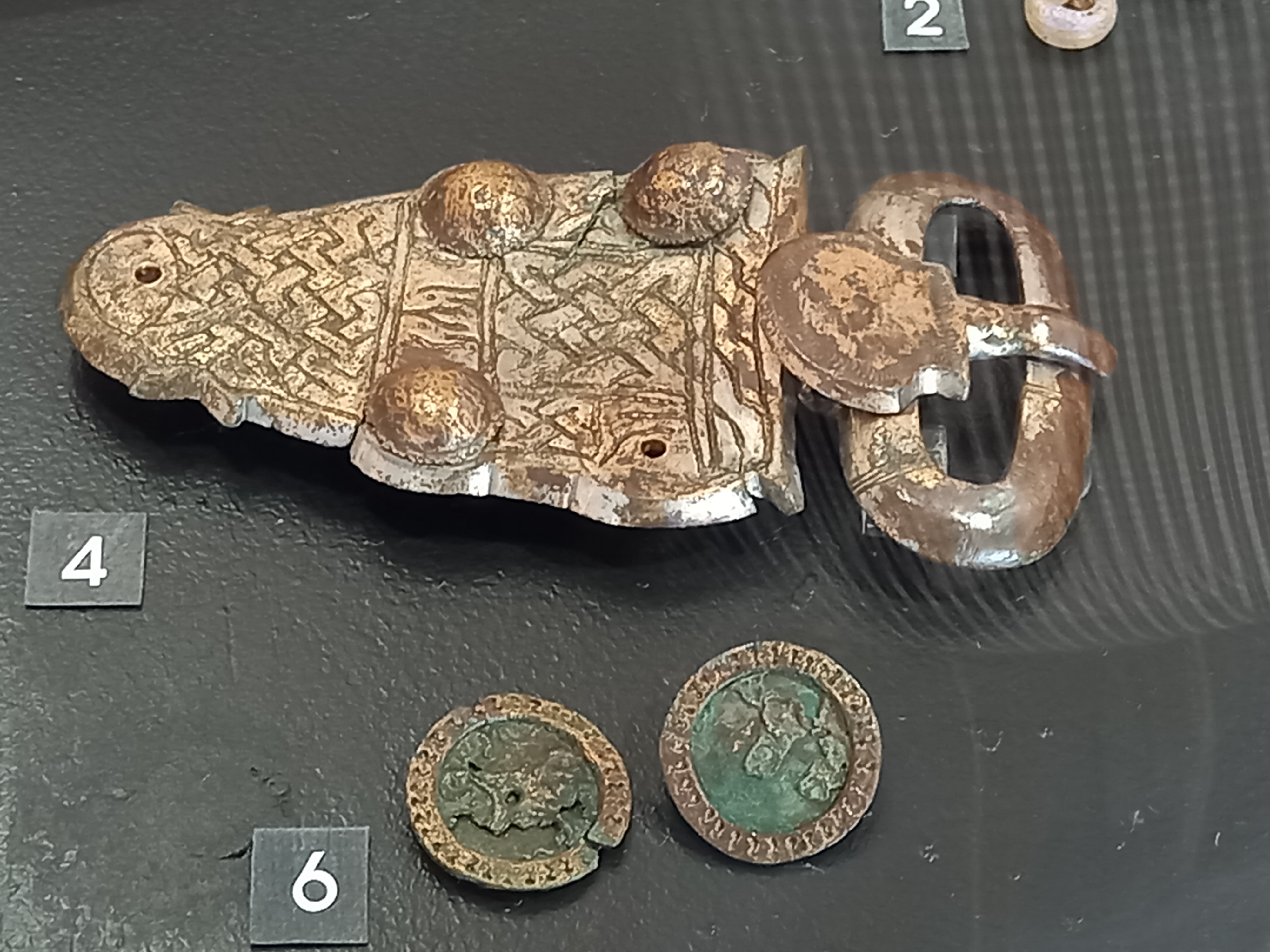
Plaque-boucle en bronze datée du VIIe siècle.

Une stèle ornée d'un chrisme fait partie des objets retrouvés. La mention « memoria » est aussi présente. Cet artefact retrouvé dans une tombe du VIIe siècle est daté par Patrice Lajoye de la première moitié du VIe siècle. Pascal Vipard évoque une date comprise entre la seconde moitié du Ve et la première moitié du VIe siècle.
Deux agrafes à double crochet sont datés du début du IXe siècle.
Le site livre un fût de demi-colonne sculpté portant un masque de théâtre réutilisé comme sarcophage.
Ont été dégagés des médaillons bacchiques sur un sarcophage en plomb daté du IVe siècle, représentant un satyre ou Bacchus.

## Interprétation
Les fouilles livrent du matériel en particulier d'origine germanique, daté du IVe et de la première moitié du Ve siècle. Patrice Lajoye évoque « une influence romano-germanique et militaire indéniable ».
La christianisation n'entraîne pas de changement dans les inhumations mais se traduit par des signes chrétiens dans la seconde moitié du VIIe siècle.

#### Ouvrages généraux
- François Cottin, « Noviomagus Lexioviorum des temps les plus anciens à la fin de l'époque romaine », Bulletin de la Société des antiquaires de Normandie, vol. LIII, nos 1955-1956,‎ 1957, p. 169-196.
- Florence Delacampagne, Carte archéologique de la Gaule, 14. Le Calvados, Paris, Éd. de la Maison des sciences de l'homme, 1990 (ISBN 2-87754-011-1).
- Elisabeth Deniaux, Claude Lorren, Pierre Bauduin et Thomas Jarry, La Normandie avant les Normands, de la conquête romaine à l'arrivée des Vikings, Rennes, Ouest-France, 2002.
- Patrice Lajoye, Religions et cultes à Lisieux (Normandie) dans l'Antiquité et au haut Moyen Âge (Ier siècle av. J.-C. au VIIe siècle apr. J.-C.), 2012. .
- Claude Lemaître, « Lisieux dans l'Antiquité », Art de Basse-Normandie, nos 89-90-91,‎ 1984-1985, p. 12-29.

#### Travaux sur la nécropole
- Didier Paillard, « Lisieux (Calvados). Ancien collège Michelet », Archéologie médiévale,‎ 1991, p. 388-389 (lire en ligne, consulté le 27 mai 2022). .
- Didier Paillard, « Lisieux (Calvados). Ancienne école Michelet », Archéologie médiévale, vol. XXII,‎ 1992, p. 520 (ISSN 0153-9337, lire en ligne, consulté le 16 mars 2024). .
- Didier Paillard, « Lisieux (Calvados). Ancienne école Michelet », Archéologie médiévale, vol. XXIII,‎ 1993, p. 460-461 (ISSN 0153-9337, lire en ligne, consulté le 16 mars 2024). .
- Didier Paillard, « Lisieux (Calvados). Ancienne école Michelet », Archéologie médiévale, vol. XXIV,‎ 1994, p. 536 (ISSN 0153-9337, lire en ligne, consulté le 16 mars 2024). .
- Didier Paillard, Armelle Alduc-Le Bagousse, Luc Buchet, Joël Blondiaux et Cécile Niel, « Identité sociale ou miroir d'une société en évolution ? Les tombes remarquables de la seconde moitié du IVe siècle dans la nécropole Michelet à Lisieux (Calvados) », dans Armelle Alduc-Le Bagousse (dir.), Inhumations de prestige ou prestige de l’inhumation. Expressions du pouvoir dans l'au-delà (IVe – XVe siècle), Caen, Publications du CRAHM, coll. « Tables rondes du CRAHM » (no 4), 2009 (ISBN 978-2-902685-67-7), p. 1-22. .
- Didier Paillard et Armelle Alduc-Le Bagousse, La nécropole Michelet. Bilan et perspectives des recherches sur la cité de Lisieux (Calvados) de ses origines au IXe siècle, Caen, Presses universitaires de Caen, 2022, 608 p. (ISBN 978-2-38185-170-9).
- Julia Pacory, « Lisieux – Nécropole Michelet : analyses isotopiques » [notice archéologique], ADLFI. Archéologie de la France - Informations [En ligne], Normandie, mis en ligne le 14 mars 2022, consulté le 24 octobre 2022. URL : http://journals.openedition.org/adlfi/120193
- Hyperostoses corticales f±tale et infantile à Lisieux (IVe s.): retour à Costebelle.
- Armelle Alduc-Le Bagousse et Joël Blondiaux, « Mortalité maternelle et périnatalité au premier millénaire à Lisieux (Calvados, France) », Bulletins et mémoires de la Société d’Anthropologie de Paris [En ligne], 14 (3-4) | 2002, mis en ligne le 18 août 2005, consulté le 24 octobre 2022. URL : http://journals.openedition.org/bmsap/352 ; DOI : https://doi.org/10.4000/bmsap.352
- ALDUC–LE BAGOUSSE, Armelle et PAILLARD, Didier. Inhumations d'enfants comme témoin social. La nécropole Michelet à Lisieux. In : Naître et grandir en Pays d'Auge (Catalogue de l'exposition). 1998. p. 19-25.
- Paillard, D. (1994). Les éléments du iv e siècle, la nécropole Michelet. In Lisieux avant l’An Mil. Essai de reconstitution, catalogue d’exposition.
- François Delahaye, Lenaïg Féret, Lénaïg Féret, « Lisieux – Collège Notre-Dame » [notice archéologique], ADLFI. Archéologie de la France - Informations [En ligne], Normandie, mis en ligne le 01 mars 2007, consulté le 24 octobre 2022. URL : http://journals.openedition.org/adlfi/7519.
- Julia PACORY, Astrid A. NOTERMAN, Cécile CHAPELAIN DE SERÉVILLE-NIEL, Didier PAILLARD Le pillage de sépultures sur le site “Michelet” à Lisieux (Calvados, IVe – IXe siècle). Essai de synthèse et révision des données, Ritualiser, gérer, piller. Rencontre autour des réouvertures de tombes et de la manipulation des ossements, Actes de la 9e Rencontre du Gaaf, 10-12 mai 2017, Poitiers.